# Meiostemon tetrandrus
Meiostemon tetrandrus är en tvåhjärtbladig växtart. Meiostemon tetrandrus ingår i släktet Meiostemon och familjen Combretaceae.

## Underarter
Arten delas in i följande underarter:
- M. t. australis
- M. t. tetrandrus